# Artur Yedigaryan
Artur Yedigaryan (Ereván, 26 de junio de 1987) es un futbolista armenio que juega de centrocampista en el Alashkert FC. Fue internacional con la selección de fútbol de Armenia.
En mayo de 2018 fue convocado con la selección de fútbol de Armenia Occidental.

## Carrera internacional
Yedigaryan fue internacional con la selección de fútbol de Armenia, con la que debutó el 2 de febrero de 2008 frente a la selección de fútbol de Malta.
En 2018 entró en la convocatoria de la selección de fútbol de Armenia Occidental para la Copa Mundial de Fútbol de ConIFA de 2018.[cita requerida]

## Palmarés

### Pyunik Ereván
- Liga Premier de Armenia (4): 2006, 2007, 2008, 2009
- Copa de Armenia (1): 2009
- Supercopa de Armenia (2): 2007, 2008

### FC Kairat
- Copa de Kazajistán (1): 2014

### Alashkert
- Liga Premier de Armenia (3): 2016, 2017, 2018

## Clubes
| Club                    | País        | Año         |
| ----------------------- | ----------- | ----------- |
| FC Pyunik Ereván        | Armenia     | 2006 - 2011 |
| Pas Hamedan FC (cedido) | Irán        | 2009 - 2011 |
| FC Banants              | Armenia     | 2011        |
| FC Khimki               | Rusia       | 2012        |
| FC Pyunik Ereván        | Armenia     | 2012        |
| FC Hoverla Uzhhorod     | Ucrania     | 2012 - 2013 |
| FC Kairat Almaty        | Kazajistán  | 2013 - 2014 |
| FC Dinamo Minsk         | Bielorrusia | 2015        |
| Alashkert FC            | Armenia     | 2016 - 2019 |
| FK Proleter Novi Sad    | Serbia      | 2019        |
| Alashkert FC            | Armenia     | 2019 -      |